# Киндики, Китуре
Авраам Китуре Киндики (англ. Abraham Kithure Kindiki; род. 17 июля 1972) — кенийский политик, заместитель президента Кении (с 2024).

## Биография
Родился 17 июля 1972 года в районе Меру.
В 1998 году он получил степень бакалавра права в Университете Мои, а в 2000 году получил степень магистра права в Преторийском университете, где два года спустя получил также и степень доктора философии в области международного права.
В 1999 году он начал преподавать в Университете Мои, где в 2005 году возглавил кафедру публичного права.

## Карьера
На всеобщих выборах в Кении 2013 года Киндики был избран сенатором от округа Тарака-Нитхи. Он был одним из главных кандидатов на пост заместителя президента в паре с Уильямом Руто в его президентской кампании. В дальнейшем Киндики был назначен министром внутренних дел.
Киндики был выдвинут президентом Руто на должность заместителя президента после импичмента Ригати Гачагуа 17 октября 2024 года. 1 ноября 2024 года он был официально приведён к присяге.

## Личная жизнь
В 2001 году Киндики женился на Джойс Гатирии Ньяги. У пары есть трое детей.